# Kawęczyn (gromada w powiecie toruńskim)
Kawęczyn – dawna gromada, czyli najmniejsza jednostka podziału terytorialnego Polskiej Rzeczypospolitej Ludowej w latach 1954–1972.
Gromady, z gromadzkimi radami narodowymi (GRN) jako organami władzy najniższego stopnia na wsi, funkcjonowały od reformy reorganizującej administrację wiejską przeprowadzonej jesienią 1954 do momentu ich zniesienia z dniem 1 stycznia 1973, tym samym wypierając organizację gminną w latach 1954–1972.
Gromadę Kawęczyn z siedzibą GRN w Kawęczynie utworzono 1 stycznia 1972 w powiecie toruńskim w woj. bydgoskim z obszaru zniesionej gromady Obrowo oraz z obszarów sołectw Dobrzejewice, Kuźniki, Łążyn, Łążynek i Zawały ze zniesionej gromady Dobrzejewice w tymże powiecie.
Gromada przetrwała do końca 1972 roku (dokładnie jeden rok), czyli do kolejnej reformy gminnej.